# Cephaloon bicolor
Cephaloon bicolor är en skalbaggsart som beskrevs av Horn 1896. Cephaloon bicolor ingår i släktet Cephaloon och familjen dubbelklobaggar. Inga underarter finns listade i Catalogue of Life.